# Chuniophoenix
Genre
Classification phylogénétique
Espèces de rang inférieur
- Chuniophoenix hainanensis

Chuniophoenix est un genre de palmiers de la famille des Arécacée.

## Liste des espèces
Selon World Checklist of Selected Plant Families (WCSP) (6 juin 2016) :
- Chuniophoenix hainanensis Burret, Notizbl. Bot. Gart. Berlin-Dahlem 13: 583 (1937).
- Chuniophoenix nana Burret, Notizbl. Bot. Gart. Berlin-Dahlem 15: 97 (1940).

## Classification
- Famille des Arecaceae
  - Sous-famille des Coryphoideae
    - Tribu des Chuniophoeniceae